# Resistenza a Mestre

Luoghi di Resistenza a Mestre 1940-45. Immagine fornita da "Iveser - Istituto veneziano per la storia della Resistenza e della società contemporanea"

La Resistenza a Mestre rappresenta quel movimento civile nato durante l'occupazione nazifascista (1943-1945) nella località di Mestre e nei suoi dintorni.

## Premesse
Per inquadrare correttamente le dinamiche del Movimento di Liberazione dal nazifascismo sviluppatosi all'interno del territorio di Mestre-Marghera e dei centri della cintura urbana (Chirignago, Zelarino, Favaro, Campalto e Tessera), è utile in via preliminare evidenziare due aspetti. Da un lato avere consapevolezza che questo movimento si è realizzato oltre che nelle forme della politica cospirativa e nella lotta partigiana anche in quelle della resistenza civile, dall'altro ricordare che è sempre stata mantenuta una stretta rete di contatti e di scambi tra i resistenti che agivano in pianura e le formazioni partigiane in montagna e che solo nell'autunno inverno del 1944-1945 si costituirono nell'entroterra mestrino delle vere e proprie formazioni militari.

## Introduzione
L'annuncio dell'armistizio da parte di Badoglio l'8 settembre del 1943 provocò un'immediata reazione dei tedeschi che già il 9 occuparono militarmente Mestre (per il suo importante ruolo di crocevia stradale e ferroviario) mentre colse del tutto impreparati soldati ed ufficiali italiani stanziati nelle diverse caserme e lasciati senza alcuna direttiva. I soldati a questo punto avevano due scelte: arrendersi all'esercito tedesco e alle Brigate Nere o rifugiarsi nella località per poi unirsi alle brigate partigiane. Chi sceglieva di disertare spesso veniva aiutato dai cittadini mestrini, che offrivano abiti civili, cibo e indicazioni su come fuggire evitando i posti di controllo nemici, mentre chi si arrendeva veniva portato nei campi di concentramento.
In questi primi momenti i gruppi antifascisti si attivarono per recuperare tutti gli armamenti e le risorse che potevano, in vista della resistenza armata, prima che tutto finisse nelle mani dei nazisti.

## Il ruolo degli operai
Molti operai e tecnici nelle zone di Mestre e Marghera diedero il loro contributo alla resistenza attraverso scioperi, sabotaggi della produzione, diffusione di propaganda clandestina e raccolte di fondi destinate a finanziare le azioni partigiane.

## I protagonisti della lotta partigiana a Mestre e Marghera
Tra gli antifascisti di spicco che combatterono nel veneziano ricordiamo militanti quali Erminio Ferretto, Umberto de Bei ed Augusto Pettenò oltre ad alcuni dei più anziani esponenti dell'antifascismo cittadino, come Etelredo Agusson e Lazzaro Giovannacci.

## Inizio degli scontri
Al momento dell'occupazione, l'avvocato Etelredo Agusson ed il rag. Sergio Bolognesi, entrambi di orientamento socialista, assieme all'azionista Amedeo Linassi formarono già dall'autunno del 1943 un organismo politico cittadino clandestino antifascista, il Fronte Nazionale di Liberazione che poi divenne il nucleo del CNL veneziano.
Durante l'ultima fase della guerra il territorio di Mestre e Marghera subì numerosi bombardamenti che causarono la morte di centinaia di persone tra la popolazione civile, colpendo la stazione ferroviaria e la zona industriale di Porto Marghera. Particolarmente distruttivo fu il bombardamento del 28 marzo 1944 che andò a colpire anche i centri urbani di Mestre (Piazza Barche, via Mestrina, via Cappuccina, via della Giustizia e via Piave) e Marghera causando quasi 200 morti e distruggendo circa 400 abitazioni. Nella primavera-estate 1944 anche l'area industriale di Marghera fu ripetutamente colpita dai bombardamenti con notevoli perdite.
La resistenza armata all'occupazione nemica prese consistenza solo nell'autunno del '44, a seguito del massiccio rastrellamento nazifascista sulle Alpi, costringendo le forze partigiane a ripiegare in pianura, con la formazione della Brigata “Battisti”, comandata da Giovanni Battois, e del battaglione Felisati (dal nome di un operaio ucciso il 28 luglio 1944 per rappresaglia dopo l'attentato di Ca’ Giustinian), capeggiato da Augusto Pettenò e da Erminio Ferretto come commissario politico, che partecipò a diverse azioni con i nuclei operativi del GAP. Il battaglione dopo il 6 febbraio 1945 divenne Brigata Ferretto in seguito alla sua morte per mano delle Brigate Nere. La brigata prese forma dall'unione di 3 battaglioni e proseguì sotto la guida di Umberto De Bei (come commissario politico) e Martino Ferretto come comandante. Queste formazioni militari compirono svariate azioni di sabotaggio, attacco a caserme delle Brigate Nere e della Guardia nazionale repubblicana, procedendo anche all'eliminazione di alcuni militi repubblichini, il tutto avvenne con la complicità e solidarietà della popolazione civile, sebbene ci fosse sempre il pericolo della rappresaglia.

## Fine del conflitto
Sempre in autunno vi fu un inasprimento degli scontri in seguito alle direttive date alle Brigate Nere di non fare prigionieri, trasformando anche lo scontro più insignificante in una lotta sino all'ultimo respiro per la sopravvivenza. Le due brigate (Battisti e Ferretto), col supporto del CLN, condussero le operazioni finali per la liberazione di Mestre. Dal mattino del 28 aprile le formazioni partigiane combatterono le forze armate tedesche in ritirata da sud, con scontri a Campalto, sulla Via Triestina, presso la stazione ferroviaria e sul Terraglio. Nel frattempo nella piazza di Mestre il CLN raggiunse una complicata trattativa col comando tedesco per il ritiro delle truppe d'occupazione dalla località, garantendo l'ordine fino all'arrivo degli alleati il 29 aprile 1945. I primi di maggio si celebrarono i funerali pubblici di molti dei patrioti mestrini caduti, partendo dalla piazza principale mestrina, che il CLN intitolò a Erminio Ferretto, il “Venezian”.
La liberazione dal nazismo e dal fascismo fu salutata con entusiasmo dalla popolazione, come la fine di una tragica e dolorosa esperienza e l'inizio della rinascita democratica.

## Il ruolo delle donne
Nel movimento resistenziale operarono numerose donne con le più svariate mansioni; purtroppo tra questa moltitudine di eroine, solo di poche è rimasta la memoria. Tra tutte ricordiamo Elisa Campion e le sorelle Ester e Cecilia Zille. La prima, nata a Carbonera, operò nel mestrino come staffetta della “Ferretto”, partecipando anche alla liberazione di Vincenzo Fonti, condannato a morte dalla caserma della GNR di Treviso. Le due sorelle Zille diffusero, in contatto con il CLN di Mestre, nelle case contadine di Chirignago e Zelarino fino a Spinea e Mirano, stampe e materiali propagandistici clandestini dei partiti socialisti, comunisti e d’azione.